# 紅白音楽試合
『紅白音楽試合』（こうはくおんがくじあい）は、第二次世界大戦終戦直後の1945年（昭和20年）12月31日に日本放送協会でラジオ生放送された男女対抗形式の大型音楽番組である。『NHK紅白歌合戦』の前身番組であり、非公開番組であった。

## 企画・制作
ディレクターの近藤積曰く「終戦間もない時期だったため番組制作も大変で、公開放送に踏み切る余裕もなかった」とのこと。
番組は「新時代に相応しい音楽番組を作ろう」と考えた近藤の発案であった。近藤は剣道の紅白試合を念頭に置きつつ、「Speed, Sexuality, Sports」という娯楽の3要素を取り入れた番組を制作しようとした。
当初は『紅白音楽合戦』（こうはくおんがくがっせん）の番組名で放送する予定だったが、翻訳担当者が「合戦」を"battle"と訳してしまい、GHQ（特にその中の一部局であるCIE）が、「敗戦国（または戦争放棄した国）が"battle"とは何事じゃ」との判断を下し、仕方がなく"battle"から「試合」という意味の"match"に変えたというものである。音楽試合ということから歌以外の出場者も登場し木琴、マンドリン、尺八による曲を披露した（ただし、後身『NHK紅白歌合戦』でも楽器演奏者・グループの出場は可能である）。東京放送会館第1スタジオから放送された。

## 放送の実際
詳しい資料が現存しないため、歌唱順などは不明である。白組司会の古川ロッパの日記には「てんで成ってゐない。十時過ぎから十二時迄やらされて、そのドン尻に男軍の司会者僕、女軍のターキー（水の江瀧子）が一つ宛歌ふので、実にその間、ちょっとちょっと宛喋る馬鹿々々しさ……女の方は小夜、葦原、松原等々、男の方は藤原、浪岡、松平、平岡等々十五人位宛出て、たゞ歌ふ、こんな並べ方ぢゃ、しようがあるまい。二時間近く、司会をして、すっかり草疲れしまった。」と書かれている。このとき古川ロッパが歌った「お風呂の歌」は翌1946年（昭和21年）の正月映画『東京五人男』の劇中で古川が歌った曲である。
川田正子が歌った「汽車ポッポ」は元は「兵隊さんの汽車」という戦時童謡であったが、近藤が作詞者・富原薫に依頼して「兵隊さん 兵隊さん 万々歳」を「鉄橋だ 鉄橋だ 楽しいな」にするなどの変更を加えた。また、大ヒットした「リンゴの唄」でこの年の新人・並木路子がベテラン勢と肩を並べて出場した（川田・並木とも、後身『NHK紅白歌合戦』には生涯出場していない）。
ベティ稲田とディック・ミネは出場予定だったが、当日進駐軍のキャンプで行ったライブにおいて、「これから生放送だ!」と観客に言っていたがアンコールを三度求められ、結局本番に間に合わなかったという。2人の欠場による穴埋めとして、両組司会の2人が急遽両組トリ歌手同士として歌唱することとなった。
審査員は存在せず、勝敗の判定もなかった。また、応援団に相当する者も存在しなかったとのこと。当時は大晦日に終夜電車はなく、終電に間に合わない歌手は東京放送会館の音楽部の部屋の椅子で雑魚寝をしてもらっていた。
番組終了後の午前0時（1946年1月1日）に、『除夜の鐘』の生放送（現：『ゆく年くる年』の原型）が行われており、「年越し番組」であった。

## 司会者
- 紅組司会：水の江瀧子
- 白組司会：古川ロッパ
- 総合司会：田辺正晴（NHKアナウンサー）

水の江と田辺は『NHK紅白歌合戦』でも司会（互いに同じ司会ポスト）をそれぞれ2回務めている。

## 出場者
| 紅組               | 紅組                         | 白組           | 白組                   |
| 歌手               | 曲                           | 歌手           | 曲                     |
| ------------------ | ---------------------------- | -------------- | ---------------------- |
| 小夜福子           | 小雨の丘                     | 波岡惣一郎     | 春雨小唄               |
| 葦原邦子           | すみれの花咲く頃             | （伊藤武雄）   | からたちの花           |
| 長門美保           | 松島音頭                     | 藤原義江       | 出船の港               |
| 近藤泉             | ユーモレスク（ヴァイオリン） | 平岡養一       | 峠の我が家（木琴）     |
| 川崎弘子           | 六段（箏）                   | 福田蘭堂       | 六段（尺八）           |
| （高峰秀子）       | 煙草屋の娘                   | 松平晃         | 花言葉の唄             |
| 並木路子           | リンゴの唄                   | （永田絃次郎） | オー・ソレ・ミオ       |
| 松原操             | 悲しき子守唄                 | 霧島昇         | 誰か故郷を想わざる     |
| 二葉あき子         | 古き花園                     | 楠木繁夫       | 緑の地平線             |
| 川田正子           | 汽車ポッポ                   | 加賀美一郎     | ペチカ                 |
| 市丸               | 天竜下れば                   | 柳家三亀松     | 新内流し               |
| 比留間絹子四重奏団 | サンタルチア（マンドリン）   | 桜井潔楽団     | 長崎物語（バンド演奏） |
| 松島詩子           | マロニエの木蔭               | 下八川圭祐     | ヴォルガの舟唄         |
| 水の江瀧子         | ポエマタンゴ                 | 古川ロッパ     | お風呂の歌             |

出場歌手や歌唱順についてははっきりとした資料が残されていない。（ ）内の歌手は、出場したと思われる歌手。
永嶺重敏がNHK放送博物館が所蔵する資料『洋楽放送記録』と『放送番組確定表』を調査した結果によると、出演者と曲目は以下のとおりである。
- 演奏者
  - 小夜福子、葦原邦子、松原操、長門美保、並木路子、近藤泉、川崎弘子、水ノ江滝子、坂元芳子、川田正子、比留間絹子四重奏団、市丸、東京ラジオシスターズ、楠木繁夫、桜井潔楽団、藤原義江、霧島昇、柳家三亀松、東京ラジオフレンド、松平晃、加賀美一郎、波岡惣一郎、平岡養一、福田蘭堂、古川緑波、古賀政男
- 曲目

1. 松島音頭
2. 女の階級
3. 小雨の丘
4. 男の純情
5. ベニスの謝肉祭
6. ラ・クンパルシータ
7. 女心の歌（リゴレットより）
8. 岡のあなた
9. 誰か故郷を想わざる
10. 目ん無い千鳥
11. （空欄）
12. 伊那節
13. 愛の涙
14. リンゴの唄
15. 花言葉の唄
16. （欠）
17. 汽車ポッポ
18. 平和なる村
19. すみれの花咲く頃

## 後の番組への影響
当時は大晦日に同じ番組を続けるという発想はなく、1946年以降は大晦日番組として『紅白音楽試合』が編成されることはなかった（代わって『明星祭』、『忘年音楽うらおもて』など別の音楽特番が編成された）。しかし、スタッフは『紅白音楽試合』の反響の凄さを忘れられず、放送の約5年後の1951年（昭和26年）、「大晦日の番組でなければいいだろう」と正月番組として『第1回NHK紅白歌合戦』を放送した。
なお、『NHK紅白歌合戦』は第3回（1953年（昭和28年））まで正月番組として放送されていたが、同じ1953年の12月31日には第4回が放送され、この第4回、テレビ放送開始を機に『紅白音楽試合』同様となる大晦日の放送が定着した。
2011年（平成23年）下期の連続テレビ小説『カーネーション』の第80話（2012年（平成24年）1月9日放送分）において、主人公・小原糸子（尾野真千子）らが自宅で『紅白音楽試合』を聞いているという場面があった。
2015年3月21日、「放送90年ドラマ」として、この番組の誕生を描くテレビドラマ『紅白が生まれた日』が放送された。ディレクターの近藤積をモデルとした主人公を松山ケンイチが演じる。